# Bračne vode (hrvatska inačica)
"Bračne vode" je hrvatska humoristična serija, ujedno i prerada uspješne američke humoristične serije "Bračne vode" (Married With Children). Serija se emitirala srijedom u 21:00 sat. Emitiranje 2. sezone serije počelo je u rujnu 2009., a Nova TV reklamira seriju pod nazivom "Bračne vode: Evolucija".

## Premisa

### Radnja
Glavna radnja serije vrti se oko obitelji Bandić i njihovih susjeda. Otac Zvonimir radi u prodavaonici cipela, a kada dođe doma obično gleda nogometne utakmice i ispija pivo. Njegova žena Sunčica po cijele dane jede (jutro obično započine čitanjem magazina, ispijanjem kave i s krafnom u ruci) i gleda televiziju. Njihova se djeca Tina i Boris stalno svađaju i jedva podnose jedno drugo. Tina je tipičan primjer glupave i bezbrižne tinejdžerice, dok je Boris njezina potpuna suprotnost.
U njihovo susjedstvo doselio se jedan mladi bračni par - Ivan i Marica Kumarica. Oni se potpuno razumiju, dok se u njihov skladan brak ne počnu uplitati Zvonko i Sunčica.

### Likovi
- Zvonimir Bandić

Otac dvoje djece. U braku je sa svojom suprugom 17 godina.
- Sunčica Bandić

Lijena majka koja po cijele dane jede i bulji u televizor.
- Kristina Bandić

Starije dijete Sunčice i Zvonimira. Tipična glupa plavuša. Ona i brat se mrze. Nadimak joj je Tina.
- Boris Bandić

Mlađe dijete Sunčice i Zvonimira. Tuče se i mrzi svoju sestru. Nadimak mu je Bobo.
- Ivan Kumarica

Susjed Bandićevih. Na početku se slaže sa svojom ženom, no Bandićevi to upropaste.
- Marica Kumarica

Susjeda Bandićevih koja upravlja svojim suprugom sve do dolaska kod Bandićevih.

## Uloge

### Glavna glumačka postava
| Glumac/glumica | Lik                       | Trajanje      |
| -------------- | ------------------------- | ------------- |
| Hrvoje Zalar   | Zvonimir Bandić #2        | 2009.         |
| Mila Elegović  | Sunčica Bandić            | 2008. – 2009. |
| Mirela Videk   | Kristina "Tina" Bandić #2 | 2009.         |
| Vid Mekinić    | Boris "Bobo" Bandić       | 2008. – 2009. |
| Igor Mešin     | Ivan "Ivica" Kumarica     | 2008. – 2009. |
| Jadranka Đokić | Marica Kumarica           | 2008. – 2009. |

### Seriju su napustili
| Glumac/glumica | Lik                       | Trajanje |
| -------------- | ------------------------- | -------- |
| Damir Lončar   | Zvonimir Bandić #1        | 2008.    |
| Sonja Kovač    | Kristina "Tina" Bandić #1 | 2008.    |

## Vanjske poveznice
- Službena stranica serije  Arhivirana inačica izvorne stranice od 17. rujna 2008. (Wayback Machine)